# Lê Hải Anh
Lê Hải Anh (19 tháng 8 năm 1945- 3 tháng 11 năm 2016) là một sĩ quan cấp cao trong Quân đội nhân dân Việt Nam, hàm Trung tướng, nguyên Phó Tổng Tham mưu trưởng.

## Thân thế và sự nghiệp
Đồng chí Trung tướng Lê Hải Anh sinh ngày 19-8-1945; nguyên quán: Xã Hoằng Phúc, huyện Hoằng Hóa, tỉnh Thanh Hóa; trú quán: Số 4, dãy 7, khu 38B, phố Trần Phú, phường Điện Biên, quận Ba Đình, TP Hà Nội.
Tháng 4-1963 nhập ngũ vào quân đội; tháng 10-1967 đồng chí được kết nạp Đảng Cộng sản Việt Nam.
Quá trình công tác:
- Từ tháng 4-1963 đến tháng 3-1964: Chiến sĩ, Trung đoàn 32, Sư đoàn 341.
- Từ tháng 4-1964 đến tháng 5-1965: Học viên, Trường Sĩ quan Lục quân.
- Từ tháng 6-1965 đến tháng 2-1966: Trung đội trưởng, Tiểu đoàn 5, Trung đoàn 32, Sư đoàn 341, Quân khu 4.
- Từ tháng 3 đến tháng 10-1966: Học viên, Trường Sĩ quan Lục quân.
- Từ tháng 11-1966 đến tháng 7-1972: Đại đội phó, Đoàn 22, Quân khu 4; Đại đội phó, Trung đoàn 21, Tỉnh đội Nghệ An; Trợ lý Tác chiến Tiểu đoàn, Tiểu đoàn phó, Tiểu đoàn 6, Đoàn 22, Quân khu 4.
- Từ tháng 8-1972 đến tháng 2-1981: Trợ lý Tác chiến, Trưởng ban Tác chiến, Tham mưu phó Sư đoàn 341, Quân khu 4.
- Từ tháng 3-1981 đến tháng 11-1983: Học viên, Học viện Lục quân.
- Từ tháng 12-1983 đến tháng 1-1990: Sư đoàn phó-Tham mưu trưởng; Sư đoàn trưởng Sư đoàn 341, Quân khu 4.
- Từ tháng 2-1990 đến tháng 11-1993: Phó tham mưu trưởng, Quân khu 4.
- Từ tháng 12-1993 đến tháng 7-1998: Phó tổng cục trưởng, Tổng cục II.
- Từ tháng 8-1998 đến tháng 8-2003: Phó tổng Tham mưu trưởng Quân đội nhân dân Việt Nam.
- Từ tháng 9-2003 đến tháng 12-2007: Biệt phái Phó trưởng Ban Nghiên cứu của Bộ Chính trị về An ninh Quốc gia.
- Tháng 1-2008 đồng chí được Đảng, Nhà nước, quân đội cho nghỉ hưu.
Ông nghỉ hưu tháng 1-2008.

## Lịch sử thụ phong quân hàm
| Năm thụ phong | 1967                                         | 1972                                                | 1975                                      | 1978                                    | 1981                                                 | 1985                                      | 1989                                             | 1994                                            | 1999                                                 |
| ------------- | -------------------------------------------- | --------------------------------------------------- | ----------------------------------------- | --------------------------------------- | ---------------------------------------------------- | ----------------------------------------- | ------------------------------------------------ | ----------------------------------------------- | ---------------------------------------------------- |
| Quân hàm      | Tập tin:Vietnam People's Army Lieutenant.jpg | Tập tin:Vietnam People's Army Senior Lieutenant.jpg | Tập tin:Vietnam People's Army Captain.jpg | Tập tin:Vietnam People's Army Major.jpg | Tập tin:Vietnam People's Army Lieutenant Colonel.jpg | Tập tin:Vietnam People's Army Colonel.jpg | Tập tin:Vietnam People's Army Senior Colonel.jpg | Tập tin:Vietnam People's Army Major General.jpg | Tập tin:Vietnam People's Army Lieutenant General.jpg |
| Cấp bậc       | Trung úy                                     | Thượng úy                                           | Đại úy                                    | Thiếu tá                                | Trung tá                                             | Thượng tá                                 | Đại tá                                           | Thiếu tướng                                     | Trung tướng                                          |

## Huân chương
- Huân chương Quân công hạng Nhì (2008)[5]